# Port Said-stadionramp
De ramp in het Port Saidstadion vond plaats op 1 februari 2012. Er braken na een voetbalwedstrijd tussen Al-Masry en Al-Ahly rellen uit onder de supporters. Volgens sommige bronnen vielen er 75 doden en meer dan 1.000 gewonden. Andere bronnen spraken van 74 dodelijke slachtoffers en zo'n 250 gewonden. Het was de dodelijkste stadionramp sinds 16 oktober 1996. Toen stierven er 78 mensen voor aanvang van de WK-kwalificatiewedstrijd tussen Guatemala en Costa Rica.

## Aanloop naar de ramp
Op 1 februari 2012 nam de Egyptische voetbalclub Al-Masry het op tegen topclub Al-Ahly. Voor de wedstrijd stond Al-Masry op de zevende plaats in het klassement, Al-Ahly op de tweede. Voor aanvang van de partij werd er een foto getoond van Mahmoud Al-Khatib, een gewezen speler van Al-Ahly. Al-Masry wenste El-Khathib, Afrikaans voetballer van het jaar in 1983, een spoedig herstel. De wedstrijd ging van start om 16:00 UTC+2. De bezoekers gingen de rust in met een 0-1-voorsprong.
Tijdens de rust stormden enkele thuissupporters het veld op, maar zij werden door de veiligheidsdiensten van het veld geplukt. In de tweede helft gooiden supporters stenen en vuurpijlen op het veld. De wedstrijd werd hierdoor even stilgelegd. Uiteindelijk scoorde Al-Masry nog drie keer, waardoor het met 3-1 won. Hossam Ghaly, Egyptisch international en aanvoerder van Al-Ahly, kreeg na 75 minuten een rode kaart.

## De ramp
Scheidsrechter Fahim Omar liet enkele minuten extra tijd toe en floot dan af. Een supporter van Al-Ahly rolde in het slot van de wedstrijd een beledigend spandoek af. Een andere supporter betrad het veld met een ijzeren staaf. Meteen na het laatste fluitsignaal stormden zo'n 13.000 supporters van de thuisploeg richting de spelers en technische staf van Al-Ahly. Hossam Hassan, trainer van de thuisploeg, werd inmiddels door enkele supporters op handen gedragen. De bezoekende ploeg incasseerde stevige klappen en vluchtte de catacomben van het stadion in. De politie verzamelde zich rond de ingang van de kleedkamers.
Ook de supporters van Al-Ahly, waaronder de gewelddadige Ultra's, hadden op dat ogenblik het veld al betreden. Aanhangers van beide clubs gingen met elkaar op de vuist, er werden vuurpijlen afgeschoten en kleine branden gesticht. Ondertussen slaagden de politie en veiligheidsdiensten er niet in om zich te organiseren of in te grijpen. Mensen werden neergestoken, doodgeslagen en vertrappeld. Er vielen 74 dodelijke slachtoffers, waaronder enkele veiligheidsagenten.
Toen het nieuws zich naar andere steden verspreidde, braken ook daar rellen uit. De wedstrijd tussen Zamalek en Ismailia vond plaats in Caïro, de thuishaven van Al-Ahly. Toen het nieuws van de supportersrellen uit Port Said ook daar bekend raakte, werd de wedstrijd door de scheidsrechter stilgelegd. Dat zette de supporters aan tot het stichten van branden in het Cairo Stadium.

## Politieke achtergrond
In januari 2011 ging de Egyptische Revolutie van start. In alle grote steden vonden er gewelddadige betogingen plaats. Een groot deel van de bevolking trok de straten in om te protesteren tegen het regime van president Hosni Moebarak. Op 11 februari trad Moebarak af.
De Red Devils, ook bekend als de Ultra's, zijn een gewelddadige supportersgroep van Al-Ahly. Ze speelden een belangrijke rol tijdens de revolutie. Ze trokken mee de straten in om te betogen tegen Moebarak en de corrupte politieagenten in dienst van de Egyptische regering. Zo waren ze van dichtbij betrokken bij de verdediging van het Tahrirplein in Caïro. Volgens sommigen is dat de reden waarom de politie- en veiligheidsagenten zoveel gewapende supporters het stadion in lieten. Ze menen dat het geweld tegen de Ultra's georganiseerd was en dat de oproerpolitie bewust niet ingreep. Albadry Farghali, een parlementariër uit Port Said, verklaarde na het zien van de rellen dat "de troepen van Moebarak nog altijd aan de macht zijn". Ook Hani Seddik, gewezen speler van Al-Ahly, vermoedde dat er politieke redenen achter de stadionramp zaten.

## Nasleep
Drie spelers van Al-Ahly besloten na de rellen te stoppen met voetballen. Het seizoen 2011-2012 van de Egyptische Premier League werd geannuleerd. In januari 2013 werd het vonnis uitgesproken. Een rechter veroordeelde 21 betrokkenen tot de doodstraf. Na het vonnis braken er opnieuw rellen, waarbij meer dan 20 dodelijke slachtoffers vielen.